# Sakurae
Sakurae (桜江町, Sakurae-chō) est un bourg qui était situé dans le district d'Ochi, préfecture de Shimane, au Japon.

## Géographie

### Démographie
En 2003, le bourg, d'une superficie totale de 110,10 km2, avait une population estimée à 3 437 habitants pour une densité de 31,22 hab./km2.

## Histoire
Le 1er octobre 2004, le bourg de Sakurae est intégré dans la ville de Gōtsu.